# District de Louny
Le district de Louny (en tchèque : okres Louny) est un des sept districts de la région d'Ústí nad Labem, en Tchéquie. Son chef-lieu est la ville de Louny.

## Liste des communes
Le district compte 70 communes, dont 7 ont le statut de ville (město, en gras) et 7 celui de bourg (městys, en italique) :

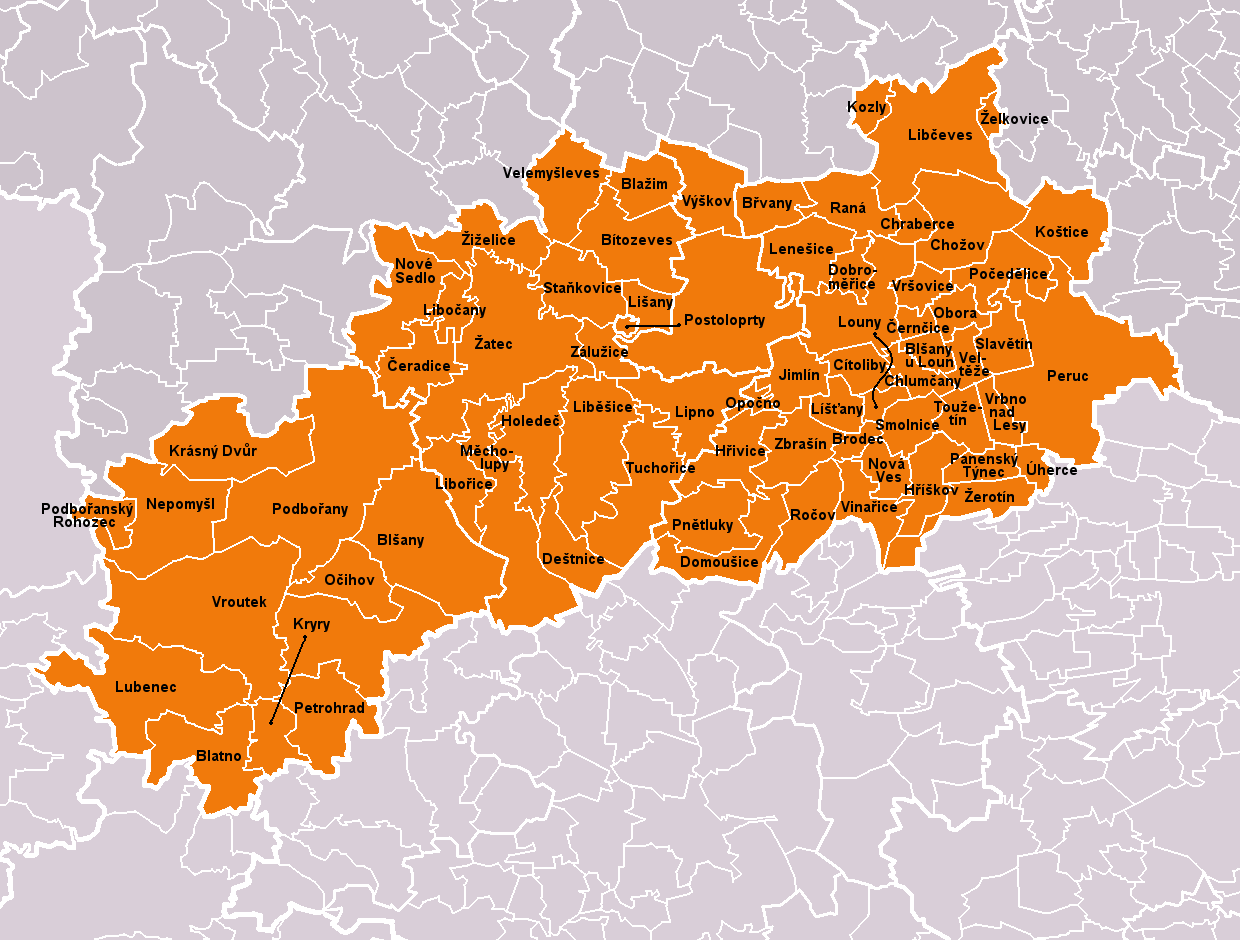
Communes du district de Louny.

Bitozeves •
Blatno •
Blažim •
Blšany •
Blšany u Loun •
Brodec •
Břvany •
Čeradice •
Černčice •
Chlumčany •
Chožov •
Chraberce •
Cítoliby •
Deštnice •
Dobroměřice •
Domoušice •
Holedeč •
Hříškov •
Hřivice •
Jimlín •
Koštice •
Kozly •
Krásný Dvůr •
Kryry •
Lenešice •
Libčeves •
Liběšice •
Libočany •
Libořice •
Lipno •
Lišany •
Líšťany •
Louny •
Lubenec •
Měcholupy •
Nepomyšl •
Nová Ves •
Nové Sedlo •
Obora •
Očihov •
Opočno •
Panenský Týnec •
Peruc •
Petrohrad •
Pnětluky •
Počedělice •
Podbořanský Rohozec •
Podbořany •
Postoloprty •
Raná •
Ročov •
Slavětín •
Smolnice •
Staňkovice •
Toužetín •
Tuchořice •
Úherce •
Velemyšleves •
Veltěže •
Vinařice •
Vrbno nad Lesy •
Vroutek •
Vršovice •
Výškov •
Zálužice •
Žatec •
Zbrašín •
Želkovice •
Žerotín •
Žiželice

## Principales communes
Population des principales communes du district au 1er janvier 2023 et évolution depuis le 1er janvier 2022 :
| Žatec       | 19 044 | en augmentation |
| Louny       | 18 121 | en augmentation |
| Podbořany   | 6 371  | en augmentation |
| Postoloprty | 4 679  | en augmentation |
| Kryry       | 2 369  | en augmentation |
| Peruc       | 2 337  | en augmentation |
| Vroutek     | 1 853  | en augmentation |
| Dobroměřice | 1 439  | en augmentation |
| Lenešice    | 1 412  | en augmentation |
| Lubenec     | 1 334  | en augmentation |